# Hémorragie digestive

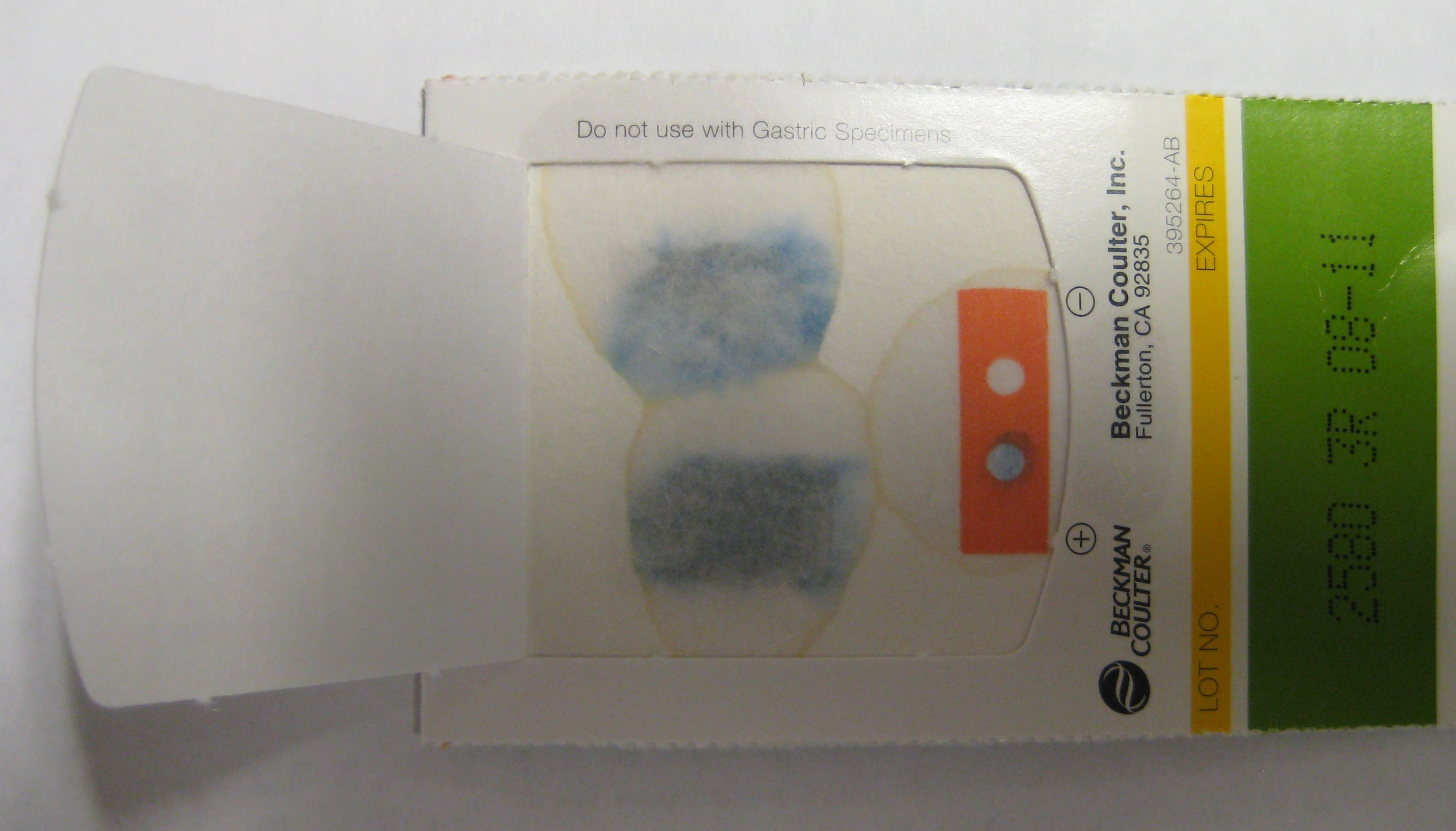
Recherche de sang occulte dans les selles (test positif)

Une hémorragie digestive est une hémorragie du tube digestif.
On distingue :
- l'hémorragie digestive haute qui est une hémorragie qui survient en amont de l’angle duodénojéjunal ou angle de Treitz : œsophage, estomac et duodénum ;
- l'hémorragie digestive basse qui est une hémorragie qui survient en aval de l’angle duodénojéjunal : intestin grêle, côlon, rectum et anus.